# Amt Rothenberg
Das Gericht Rothenberg war ein Amt der Grafschaft Erbach und im Großherzogtum Hessen.

## Funktion
In der Frühen Neuzeit waren Ämter eine Ebene zwischen den Gemeinden und der Landesherrschaft. Die Funktionen von Verwaltung und Rechtsprechung waren hier nicht getrennt. Dem Amt stand ein Amtmann vor, der von der Landesherrschaft eingesetzt wurde. 

## Geschichte
Die Herrschaft Rothenberg war seit 1353 als Reichslehen Teil des Besitzes des Adelsgeschlechtes Hirschhorn. Nach dem Tod von Friedrichs III. von Hirschhorn 1632 starb die Familie im Mannesstamm aus. Die Herrschaft Rothenberg wurde als erledigtes Reichslehen eingezogen und 1634 als Lehen an den Generalwachtmeister Adam Philipp Graf zu Cronenberg gegeben. Nach dessen Tod 1704 wurde sie erneut als erledigtes Lehen eingezogen und Maximilian Freiherr von Degenfeld zu Lehen gegeben. Christian Karl zu Erbach-Fürstenau kaufte 1797 das Amt für 60.000 Gulden mit Zustimmung des Lehensherren, Kaiser Franz II., von Graf August Christoph von Degenfeld-Schonburg (1730–1814), dessen Tochter Luise Marianne er im gleichen Jahr heiratete.
Im Gericht Rothenberg galt das Erbacher Recht und – subsidiär – das Gemeine Recht, wenn das Erbacher Recht für einen Sachverhalt keine Regelung bot. Diese Rechtslage wurde erst zum 1. Januar 1900 von dem einheitlich im ganzen Deutschen Reich geltenden Bürgerlichen Gesetzbuch abgelöst
Mit der Rheinbundakte 1806 wurde die Grafschaft Erbach Teil des Großherzogtums Hessen und hier der Provinz Starkenburg. Der Graf von Erbach-Fürstenau übte jedoch weiterhin in dem von ihm zuvor regierten Gebiet Hoheitsrechte aus, das staatliche Gewaltmonopol war hier geteilt.
Ab 1821 kam es zu einer Justiz- und Verwaltungsreform, mit der auch die Trennung der Rechtsprechung von der Verwaltung auf unterer Ebene umgesetzt wurde. Die Ämter wurden aufgelöst, ihre Aufgaben hinsichtlich der Verwaltung neu gebildeten Landratsbezirken, die erstinstanzliche Rechtsprechung Landgerichten übertragen. In den „Souveränitätslanden“, in denen die Rechte der Standesherren dominierten, war das nicht ohne weiteres möglich. Hier schufen erst Vereinbarungen zwischen den adeligen Inhabern dieser Rechte und dem Staat die Grundlage für die Reform. Im Odenwald dominierten diesbezüglich die Grafen von Erbach. Ein entsprechendes Abkommen kam 1822 zustande. Der Kompromiss beinhaltete, dass die Standesherren ihre Rechte weiter ausübten, die Struktur, in der das geschah, aber der staatlichen angeglichen wurde. Daraufhin wurden der Großherzoglich Hessische Gräflich Erbach Erbach und Gräflich Erbach Fürstenauische Landraths-Bezirk Erbach und die Landgerichtsbezirke Beerfelden und Michelstadt eingerichtet. Auch das Amt Rothenberg wurde damit aufgelöst. Seine Verwaltungsaufgaben übernahm nun der Landratsbezirk Erbach, die Rechtsprechung das Landgericht Beerfelden.

## Umfang
Zu dem Gericht Rothenberg gehörten 1806 die Gemeinden:
- Rothenberg
- Ober-Hainbrunn (auch: Hainbrunn)
- Unter-Finkenbach
- Kortelshütte